# عطاءالله کاملی
عطاءالله کاملی (زاده ۸ دی ۱۳۰۹ – درگذشته ۲۲ شهریور ۱۳۸۷) مدیر دوبلاژ برجسته و از گویندگان نامدار در عرصه صدا و دوبله فیلم بود.

## زندگی‌نامه

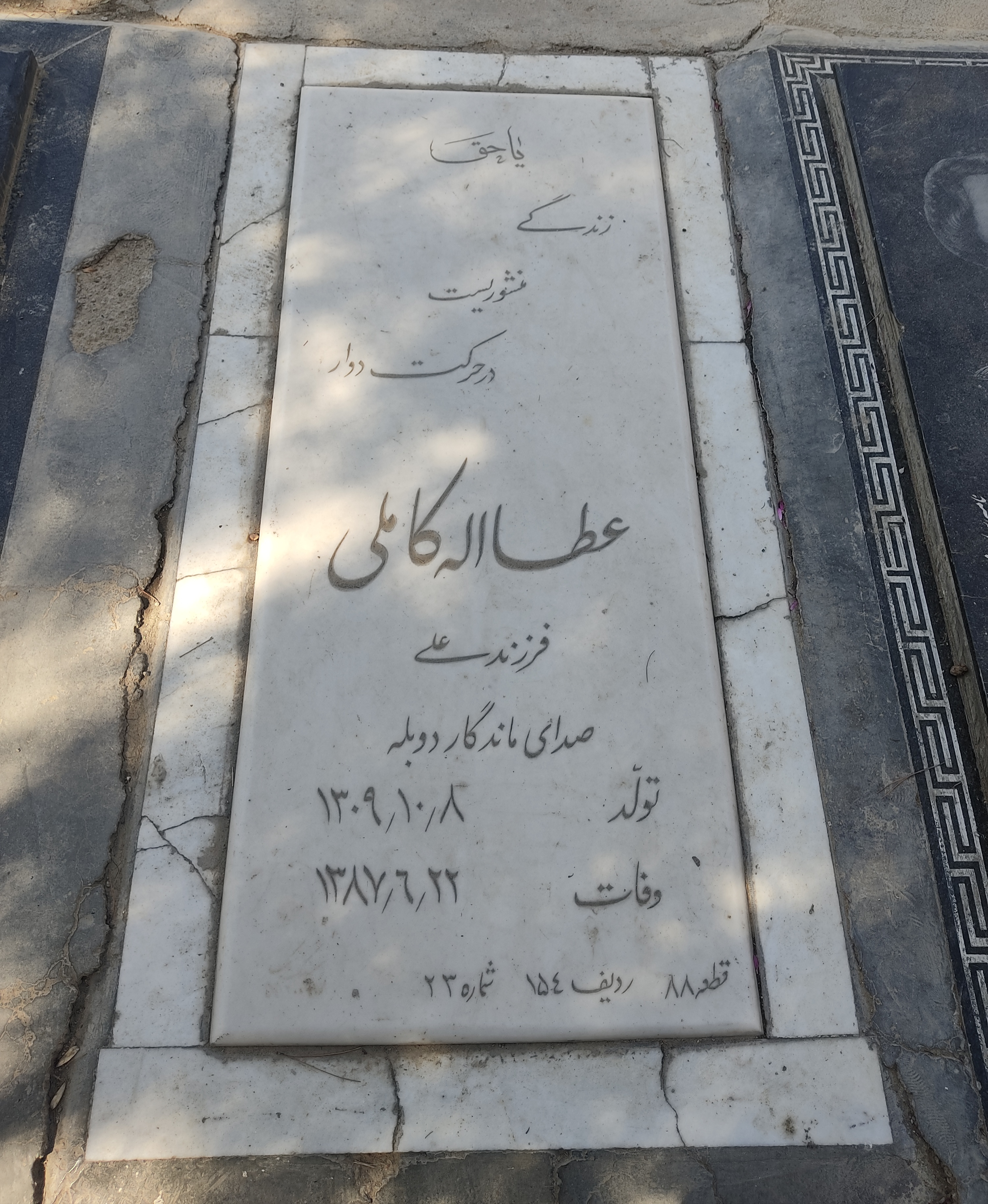
قبر عطاءالله کاملی در قطعه هنرمندان بهشت زهرا

عطاءالله کاملی در سال ۱۳۰۸ در تهران متولد شد. فعالیت در عرصه دوبله را از سال ۱۳۲۵ به‌طور حرفه‌ای آغاز کرد. دامنهٔ کارهای او در زمینهٔ دوبله، به سال‌های دور و زمان موسوم به «دوران طلایی دوبله» بازمی‌گردد که به جای بازیگران بزرگی نظیر کرک داگلاس در فیلم اسپارتاکوس صحبت کرده بود ، او همچنین به زبانهای فرانسه و انگلیسی تسلط داشت. وی که از مدت‌ها قبل، از بیماری سرطان استخوان رنج می‌برد، در سال ۱۳۸۷ بر اثر تصادف، دچار شکستگی از ناحیه پا شد و سرانجام شامگاه روز ۲۲ شهریورماه همان سال، در سن ۷۷ سالگی درگذشت.

## آثار

### مدیر دوبلاژ فیلم‌های ایرانی
- فریاد نیمه شب (ساموئل خاچیکیان)

## گویندگی
| متن عنوان                   | گوینده/نقش/(بازیگر) | متن عنوان                                    |
| --------------------------- | ------------------- | -------------------------------------------- |
| وقت ملاقات بیگانه ایم       |                     | مدیر دوبلاژ                                  |
| دیروز، امروز، فردا          |                     | مدیر دوبلاژ                                  |
| لورنس عربستان (دوبله اول)   |                     | مدیر دوبلاژ                                  |
| زنده باد زاپاتا (دوبله اول) |                     | مدیر دوبلاژ                                  |
| سقوط امپراتوری روم          |                     | مدیر دوبلاژ                                  |
| طولانی‌ترین روز              |                     | مدیر دوبلاژ                                  |
| مجموعه پوارو                | سر بازرس جپ         | مدیر دوبلاژ                                  |
| اسکیپی                      | تیتراژ              | مدیر دوبلاژ                                  |
| کاراگاه کاستر               | کاراگاه کاستر       |                                              |
| ارتش سری                    | سرهنگ راینهارد      | مدیر دوبلاژ                                  |
| راه‌های افتخار               | (کرک داگلاس)        |                                              |
| وقت ملاقات بیگانه ایم       | (کرک داگلاس)        |                                              |
| جدال در اوک کرال            | (کرک داگلاس)        |                                              |
| اسپارتاکوس                  | (کرک داگلاس)        |                                              |
| هر چه سخت‌تر زمین‌می‌خوردند    | (هامفری بوگارت)     |                                              |
| سقوط امپراتور روم           | (استیفن بوید)       |                                              |
| ارباب حلقه‌ها                | سارومان             |                                              |
| قرق (۱۳۷۰)                  | (احمد هاشمی)        |                                              |
| پادزهر (۱۳۷۲)               | (احمد هاشمی)        |                                              |
| کمال‌الملک (۱۳۶۳)            | (هوشنگ بهشتی)       |                                              |
| هزاردستان (۶۷–۱۳۵۸)         | (هوشنگ بهشتی)       |                                              |
| گلدفينگر                    | (شان کانری)         | برخی از آثار سریال شرلوک هلمز . نقشهای مختلف |